# Chantel Jeffries
Pour les articles homonymes, voir Jeffries.
Chantel Taleen Jeffries, née le 1er octobre 1992, est une DJ américaine, producteur de disques, actrice, mannequin et personnalité de YouTube. Elle sort son premier single, Wait, le 2 mai 2018, sous le label de Universal Music Group,,. La chanson culmine au n°10 du classement Billboard Hot Dance/Electronic Songs. 

## Biographie

### Jeunesse
Elle est née le 1er octobre 1992 à Coronado, en Californie. Ses parents sont le colonel Edward Jeffries et Kathleen Jeffries. Elle grandit avec son frère et sa sœur à Jacksonville, en Caroline du Nord. Son père travaille pour une entreprise de formation militaire et est un ancien combattant du corps des Marines. Sa famille est toujours sur la route, voyageant d'un endroit à l'autre à cause du travail de son père. Elle est diplômée de la Massaponax High School en Virginie et a étudié à la Florida International University la communication et les beaux-arts[réf. nécessaire]. En plus de poursuivre une carrière musicale elle fait aussi du mannequinat.

### Carrière
Peu de temps après avoir signé sur le label Universal Music Group, il est annoncé qu'elle sort son premier single le 4 mai 2018. La chanson met en vedette les rappeurs américains Offset et Vory, qui sont venus écouter la chanson et voulaient « poser des mélodies ». Wait est officiellement publié le 4 mai 2018. Un clip vidéo vertical pour le single sort le 5 juin 2018. Elle publie son deuxième single, Both Sides, le 13 juillet 2018, mettant en vedette Vory,. Un troisième single est sorti le 10 août 2018, intitulé Better.  Le 1er février 2019, elle sort son quatrième single Facts, qui présente les rappeurs américains YG, Rich The Kid et BIA. Une vidéo lyrique est publiée le même jour.

### Vie privée
En 2015, Chantel Jeffries est en couple avec le chanteur Justin Bieber, pour qui il a écrit la célèbre chanson Love Yourself,.
En 2016, Chantel Jeffries est en couple avec le footballeur Paul Pogba.

## Discographie

### Singles
| Titre                                   | Année | Meilleure position | Meilleure position | Album              |
| Titre                                   | Année | US Dance           | US Dance Digital   | Album              |
| --------------------------------------- | ----- | ------------------ | ------------------ | ------------------ |
| "Wait" (avec Vory et Offset)            | 2018  | 10                 | 4                  | Singles sans album |
| "Both Sides" (avec Vory)                | 2018  | —                  | —                  | Singles sans album |
| "Better' (avec BlocBoy JB et Vory)      | 2018  | 32                 | —                  | Singles sans album |
| "Facts" (avec YG, Rich The Kid, et BIA) | 2019  | —                  | —                  | Singles sans album |